# 1868 dans les chemins de fer
Chronologie des chemins de fer
1867 dans les chemins de fer - 1868 - 1869 dans les chemins de fer

## Évènements

### Février
- 18 février, Californie (États-Unis) : création à San-Francisco de la Los Angeles & San pedro Railroad company

### Juin
- 15 juin, France et Italie : ouverture du Chemin de fer du Mont-Cenis, reliant Saint-Michel-de-Maurienne à Suse.

### Août
- 18 août, France : une crue de l'Arc détruit 1400 mètres de la ligne PLM entre Saint-Jean-de-Maurienne et Saint-Michel-de-Maurienne, en partie à cause des remblais issus de l'excavation du tunnel ferroviaire du Fréjus. Le Chemin de fer du Mont-Cenis doit fermer quelques mois également.
- 20 août, Royaume-Uni : plusieurs wagons de paraffine laissés sans surveillance dévalent une pente et entrent en collision avec le Irish Mail, un express reliant Londres à la côte galloise. L'explosion des wagons de paraffine provoqua l'incendie de quatre voitures voyageurs et la mort en quelques secondes de 32 passagers, soit le pire accident ferroviaire au Royaume-Uni jusqu'à cette date.

### Septembre
- 10 septembre, Roumanie : ouverture de la Gare du Nord de Bucarest.

### Novembre
- 1er novembre, Algérie : ouverture de la section Relizane - Saint-Denis-du-Sig - Oran de la ligne d'Alger à Oran et embranchement (PLM, réseau algérien)
- 5 novembre, France : création de la Compagnie de Fives - Lille pour constructions mécaniques et entreprises[1].

### Décembre
- 10 décembre, France : 
  - ouverture de la ligne de chemin de fer de Wassy à Saint-Dizier (Haute-Marne, sud de la Champagne), ligne réalisée par une petite société wasseyenne indépendante, la Compagnie du Chemin de Fer de Wassy à Saint-Dizier;
  - mise en service de la section de 23 km entre Perpignan et d'Ille-sur-Têt[2] par la Compagnie PP
- 28 décembre, France : ouverture de la ligne Gisors - Pont-de-l'Arche, appartenant à la Compagnie du chemin de fer de Pont-de-l'Arche à Gisors, puis à la Compagnie des chemins de fer de l'Ouest.

## Décès
- Auguste Anjubault (à Paris, France). Constructeur de locomotives à vapeur. reprise de son entreprise par Lucien Corpet.